# Бабушкина, Надежда Васильевна
Наде́жда (На́та) Васи́льевна Ба́бушкина (1915—1936) — советская парашютистка, рекордсменка мира в групповом прыжке.

## Биография
Родилась 14 марта 1915 года в Костроме.
Окончила девять классов школы и годичные курсы учителей начальных классов. Будучи членом ВЛКСМ, городским комитетом комсомола была направлена в 1932 году на учёбу в Москву в Центральный институт физкультуры. В декабре 1933 года Надежда подала заявление о зачислении в Высшую парашютную школу ОСОАВИАХИМа чтобы заниматься парашютным спортом. Свой первый прыжок произвела 23 июля 1934 года.

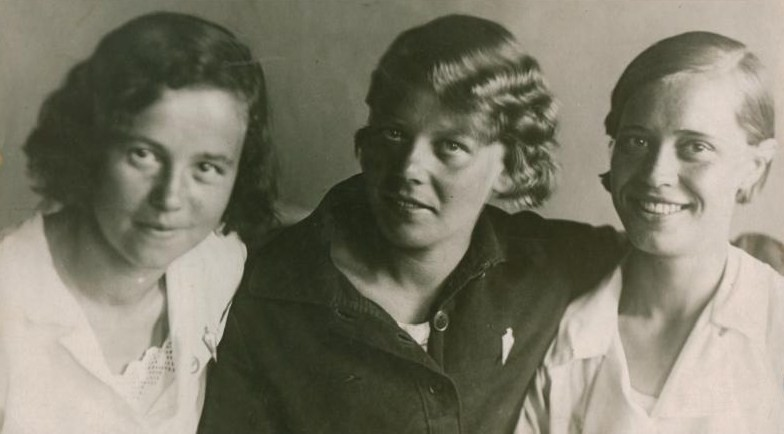
Ната Бабушкина (в центре) с подругами — Серафимой Блохиной и Музой Малиновской

Бабушкина была включена в группу по подготовке рекордного высотного женского группового прыжка без кислородных приборов. Прыжки состоялись 17 июня 1935 года с высоты 7035 метров, и рекорд был поставлен. За это спортсменки были награждены орденом Красной Звезды: Александра Николаева (Москва), Ната Бабушкина (Кострома), Марина Барцева (Саратов), Ольга Яковлева (Ставрополь), Муза Малиновская (Уфа) и Серафима Блохина (Москва). В 1936 году поступила на учёбу в Военно-воздушную академию имени Жуковского.

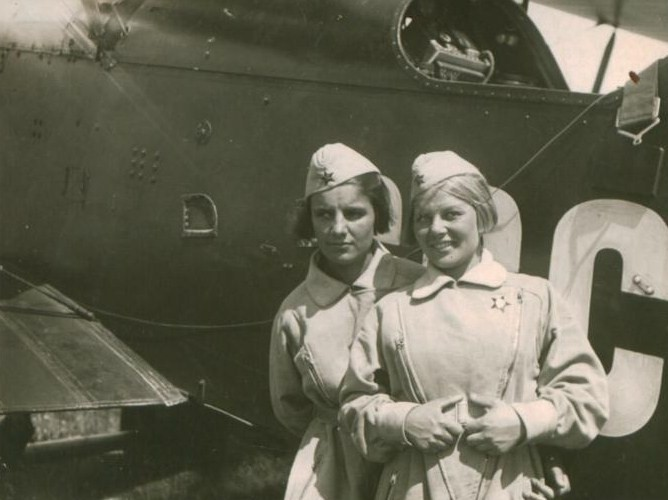
Н. Бабушкина с Г. Пясецкой у самолёта с парашютами перед прыжком (24 июня 1936)

Продолжала прыгать с парашютом. 24 июня 1936 года в Йошкар-Оле, во время празднования 15-летия Марийской автономной области, во время показательных прыжков с высоты 800 метров у Бабушкиной парашют раскрылся лишь на высоте 40 метров. Три дня она находилась в больнице в тяжёлом состоянии, перенесла несколько операций, но умерла 27 июня 1936 года. Была похоронена в Москве в 5 секции колумбария Новодевичьего кладбища.

## Награды
- Награждена орденом Красной Звезды.

## Память

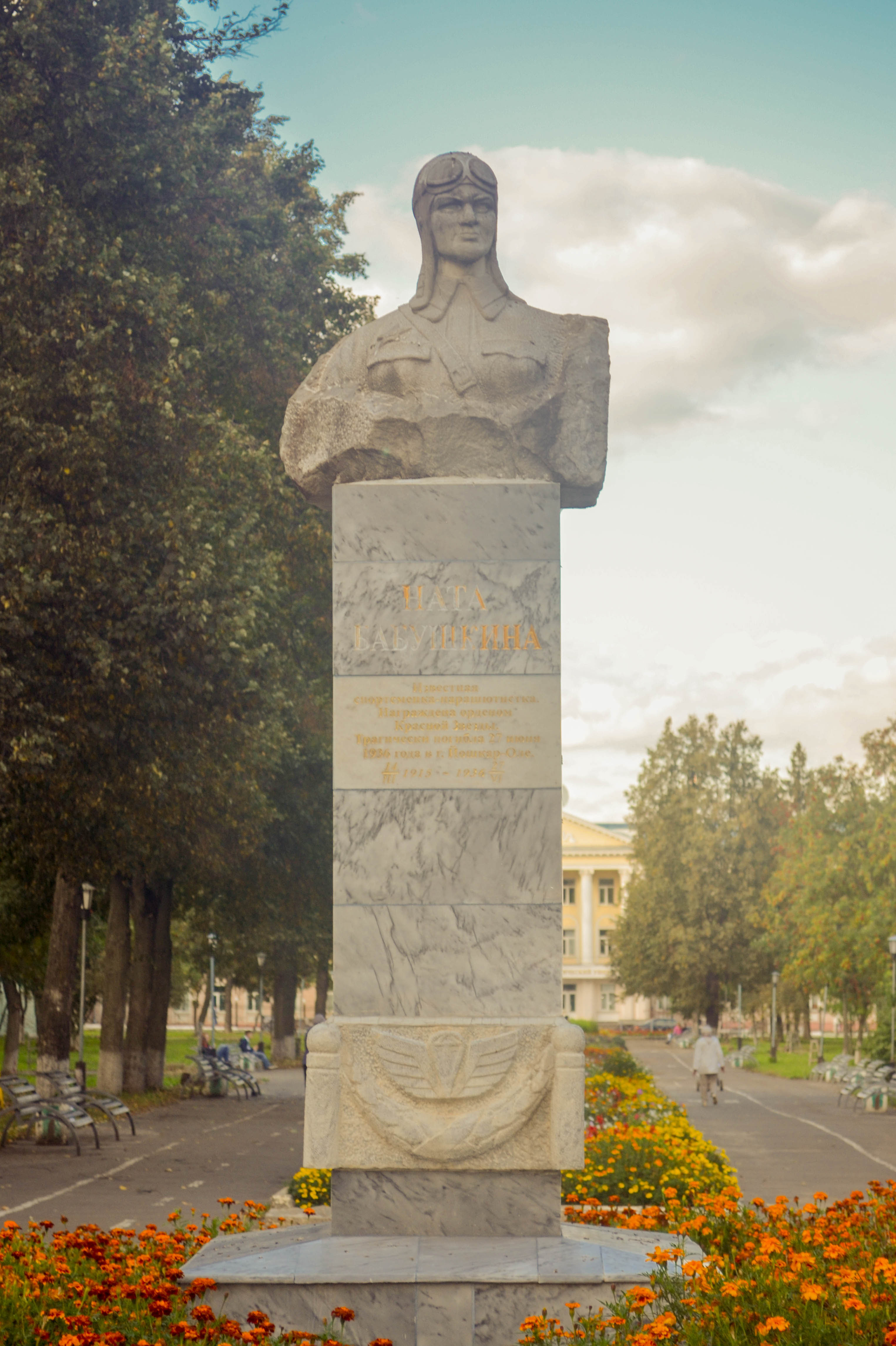
Бюст Бабушкиной в сквере в Йошкар-Оле

- Именем Бабушкиной в Йошкар-Оле назван сквер, в котором установлен ей бюст[2]. Монумент работы архитектора К. П. Блажнова был установлен в 1958 году. В 1983 году он был заменён на новый[4]. На доме в Йошкар-Оле, где она жила, установлена мемориальная доска.
- В Костроме в 1936 году Васильевская (с 1920-х гг. Угловая) улица была переименована в честь Наты Бабушкиной (она жила в доме №43, есть мемориальная доска) [5], также существует проезд Наты Бабушкиной. Её имя в довоенные годы носил костромской аэроклуб. Также в Костроме была неполная средняя школа №4, которая тоже называлась имени Наты Бабушкиной. [6].
- В посёлке Ильинский Раменского городского округа Московской области именем Наты Бабушкиной названа улица (бывшая 3-я Лесная)
- В честь Бабушкиной назван астероид (1086) Ната, открытый в 1927 году Сергеем Белявским и Николаем Ивановым.